# Joe Dawson (autóversenyző)

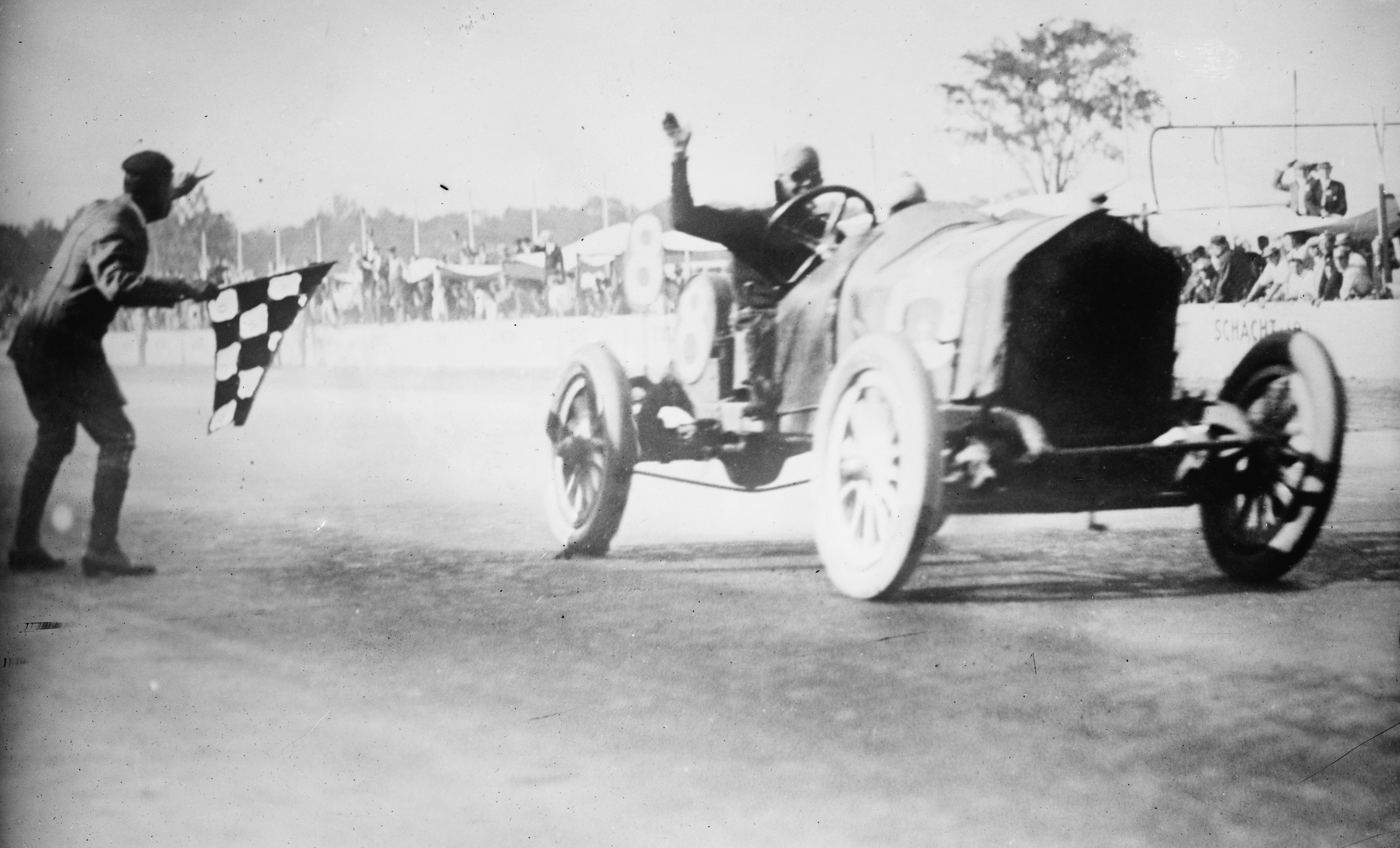
Joe Dawson az 1912-es indianapolisi 500 megnyerésekor

Joe Dawson (Odon, Indiana, 1889. április 19. – 1946. június 18.)  amerikai autóversenyző.

## Pályafutása
Dawson három alkalommal vett részt az Indianapolisi 500 mérföldes autóversenyen. 1911-ben jelen volt a verseny történelmének első futamán, melyen végül az ötödik helyen ért célba.
1912-ben a verseny kétszáz köréből mindössze az utolsó kettőt töltötte az élen, megszerezve a győzelmet. Az olasz Ralph DePalma ugyanis 196 körön át autózott az élen, ám két körrel a vége előtt technikai problémái akadtak és Dawson átvette tőle az első pozíciót. Ezzel 22 év 323 napos korával ő számított a legfiatalabb győztesnek Troy Ruttman 1952-es sikeréig.
Az 1914-es futamon baleset miatt kiesett.
1946. június 18-án, ötvenhat évesen hunyt el.

## Eredményei

### Indy 500
| Év       | Autó     | Rajthely | Eredmény | Körök | Élen | Kiesés oka |
| -------- | -------- | -------- | -------- | ----- | ---- | ---------- |
| 1911     | 31       | 27       | 5        | 200   | 0    |            |
| 1912     | 8        | 7        | 1        | 200   | 2    |            |
| 1914     | 26       | 17       | 25       | 45    | 0    | Baleset    |
| Összesen | Összesen | Összesen | Összesen | 445   | 2    |            |

| Rajtok   | 3 |
| Pole p.  | 0 |
| Első sor | 0 |
| Győzelem | 1 |
| Top 5    | 2 |
| Top 10   | 2 |
| Kiesés   | 1 |

## Fordítás
- Ez a szócikk részben vagy egészben  a   Joe Dawson (racecar driver) című angol Wikipédia-szócikk fordításán alapul.  Az eredeti cikk szerkesztőit annak laptörténete sorolja fel. Ez a jelzés csupán a megfogalmazás eredetét és a szerzői jogokat jelzi, nem szolgál a cikkben szereplő információk forrásmegjelöléseként.